# Alzoniella macrostoma
Alzoniella macrostoma is een slakkensoort uit de familie van de Hydrobiidae. De wetenschappelijke naam van de soort is voor het eerst geldig gepubliceerd in 2002 door Bodon & Cianfanelli.